# USA:s veterandepartement

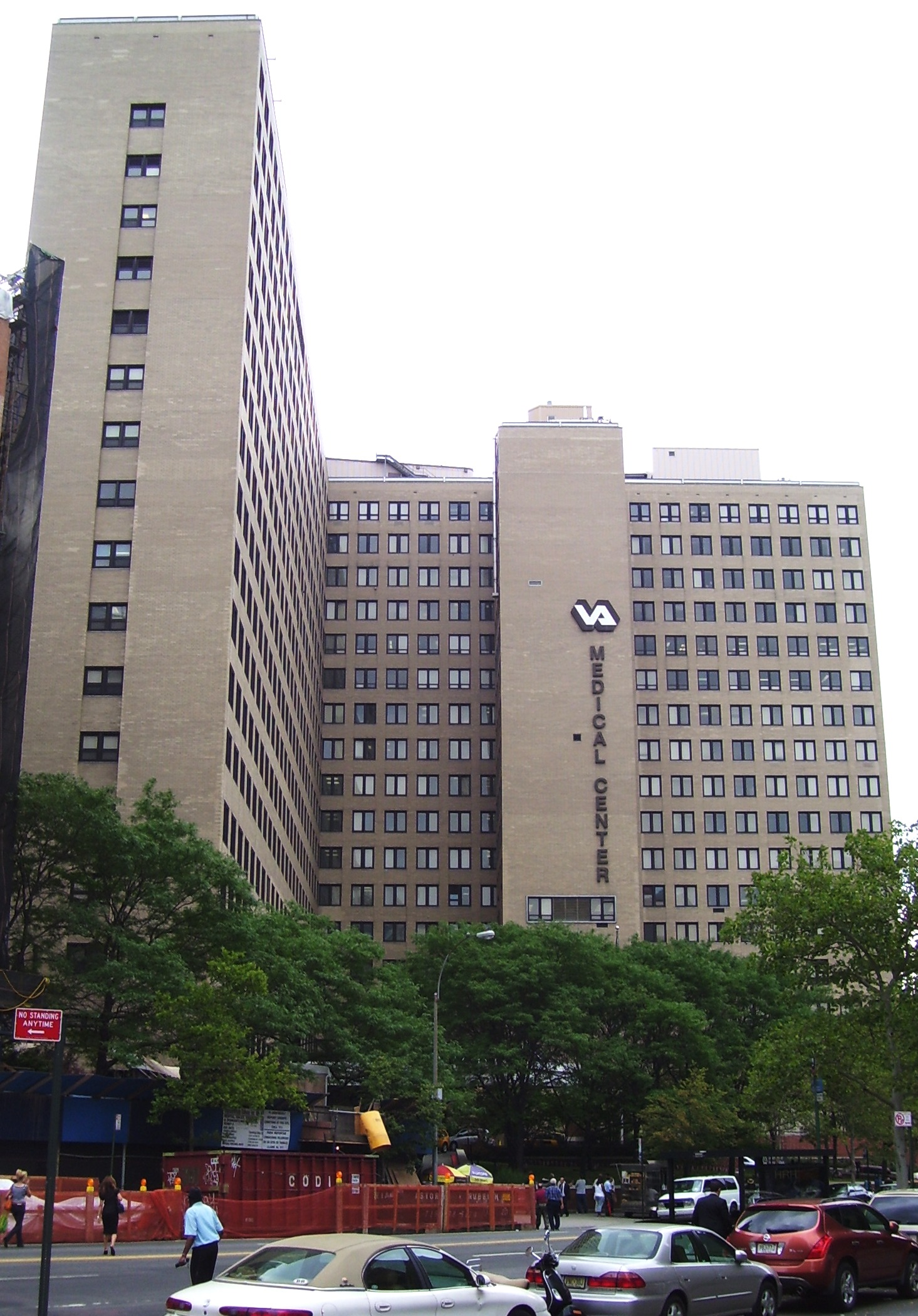
VA Medical Center på Manhattan i New York.

USA:s veterandepartement (engelska: United States Department of Veterans Affairs, VA) är sedan 1989 ett av USA:s regeringsdepartement. Veterandepartementet har till uppgift att stödja den som tidigare varit anställd i USA:s väpnade styrkor (under förutsättning att tjänstgöringen var oklanderlig) med socialt bistånd, sjukvård och andra kurativa verksamheter samt sköta de militära begravningsplatserna (förutom Arlington National Cemetery som sköts av armédepartementet). 
Departementet är det näst största efter försvarsdepartementet räknat i antalet anställda, som uppgår till fler än 200 000.

## Bakgrund
Veterans Administration (VA) grundades den 21 juli 1930 som en självständig myndighet. Den 15 mars 1989, upphöjde president George H.W. Bush det federala ämbetsverket Veterans Administration till ett regeringsdepartement.

## Verksamhet
Chef för veterandepartementet är USA:s veteranminister (Secretary of Veterans Affairs). Denne är medlem i USA:s kabinett. Veteranministern utses av USA:s president efter att senaten gett sitt råd och samtycke.
Veterandepartementet har tre huvudsakliga enheter:
- Veterans Health Administration
- Veterans Benefits Administration
- National Cemetery Administration